# Sail Amsterdam

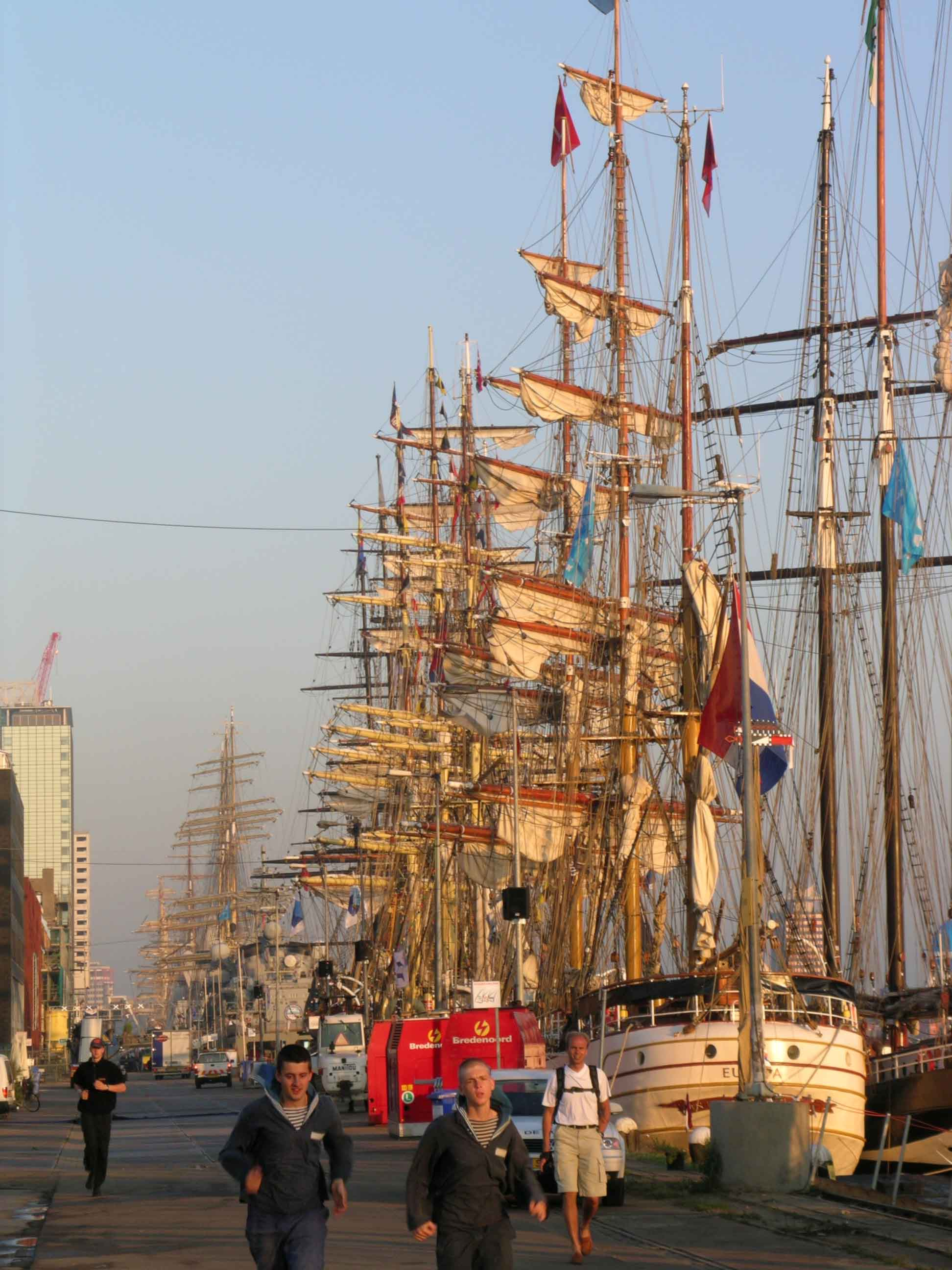
Sail Amsterdam (2005)

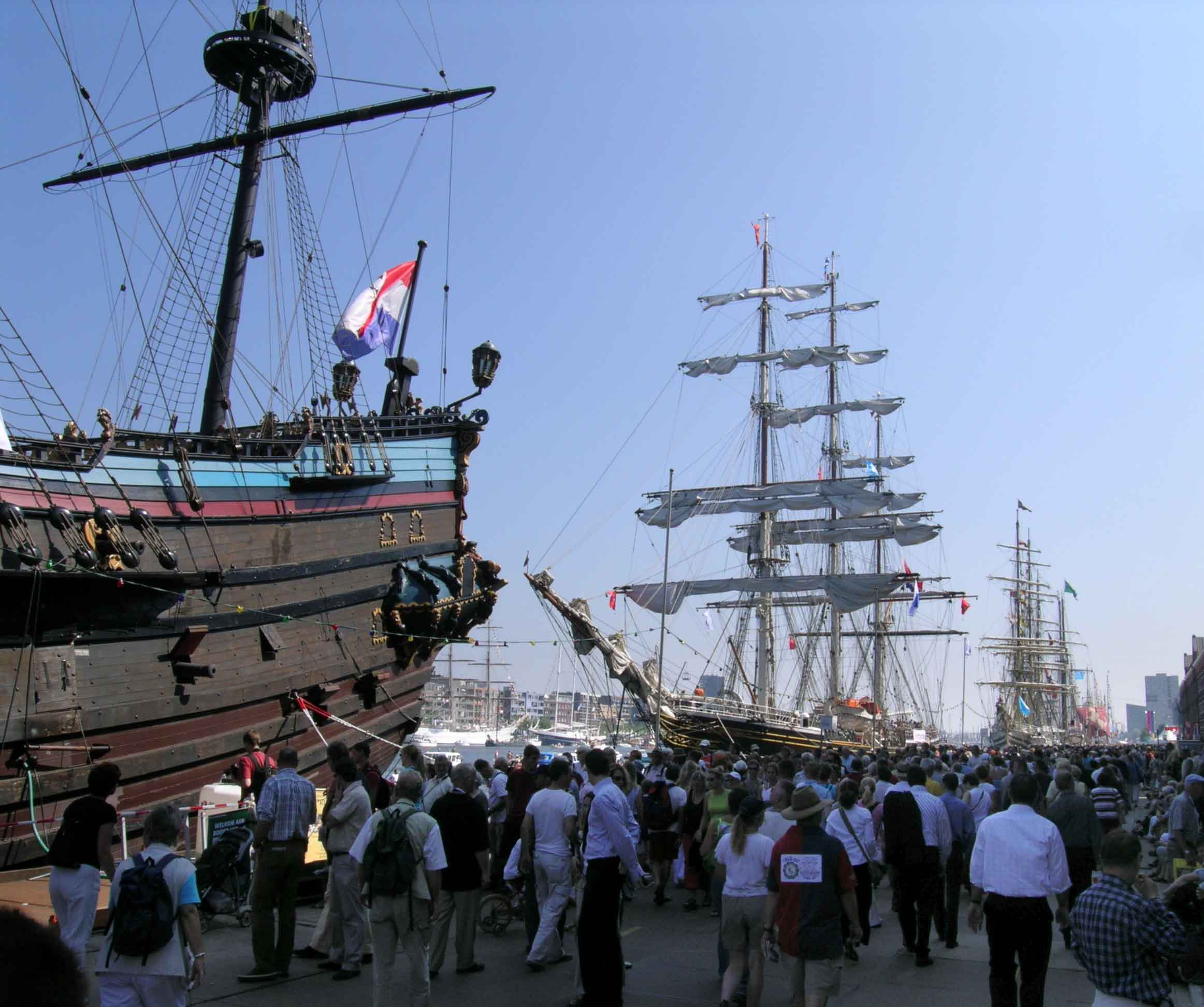
Sail Amsterdam (2005)

Die Sail Amsterdam ist ein Windjammertreffen in Amsterdam, das 1975 zum ersten Mal aus Anlass des 700. Stadtjubiläums der Stadt veranstaltet wurde. Es findet alle fünf Jahre eine Woche nach der Sail in Bremerhaven statt.
Die Sail in Amsterdam ist eines der größten Treffen von Segelschiffen der Welt und die größte Veranstaltung in den Niederlanden.

## Die größten teilnehmenden Schiffe der Sail Amsterdam 2015
- Alexander von Humboldt
- Amerigo Vespucci
- Khersones
- Dar Młodzieży
- Dewaruci
- Eendracht
- Götheborg
- Kaliakra
- Kruzenshtern
- Mir
- Mircea
- Oosterschelde
- Sagres
- Sedov
- Sørlandet
- Stad Amsterdam
- Statsraad Lehmkuhl